# Hans Georg Alexander Friedrich von Köller
Hans Georg Alexander Friedrich von Köller (* 10. Mai 1752 in Hersfeld; † 30. März 1820 in Jasenitz, Provinz Pommern) war ein preußischer Rittergutsbesitzer und leitender Beamter.
Er entstammte der pommerschen uradligen Familie von Köller. Geboren wurde er aber in Hersfeld, wo sein Vater Friedrich August von Köller als Oberst in hessen-kasselschen Diensten stand. Sein jüngerer Bruder Carl Ludwig Julius von Köller wurde Oberforstmeister in preußischen Diensten.
Hans Georg Alexander Friedrich von Köller kam 1764 nach Berlin, wo er zunächst das Joachimsthalsche Gymnasium besuchte, aber bereits 1765 Kadett wurde. 1770 kam er kurzzeitig in das Regiment Gensdarmes, dann in das Dragonerregiment „von Apenburg“. 1775 wurde er zum Leutnant ernannt, 1784 nahm er seinen Abschied. Dann bewirtschaftete er seine in Pommern gelegenen Güter Kantreck, Dischenhagen, Lütmannshagen, Hammer und Dobberphul.
Im Jahre 1795 wurde er als Nachfolger des verstorbenen Adam von Grape zum Landrat des Kreises Greifenberg gewählt und vom König ernannt. 1804/05 stieg er zum Kammerpräsidenten in Posen in der damaligen Provinz Südpreußen auf. Gleichzeitig verkaufte er seine im Kreis Greifenberg gelegenen Güter an Otto Ulrich von Dewitz, ehemaligen Präsidenten des Geheimen Rates von Mecklenburg-Strelitz.
Köller wurde Generallandschaftsdirektor der Pommerschen Landschaft. 1811 kaufte er vom preußischen Staat das Schlossgut Jasenitz nördlich von Stettin, das zuvor eine landesherrliche Domäne gewesen war und das nun die Rechte eines Rittergutes erhielt. Hier starb er im Jahre 1820.
Köller war mit Caroline Eleonore von Posern verheiratet. Sein 1797 geborener Sohn Matthias von Köller wurde wie der Vater Generallandschaftsdirektor der Pommerschen Landschaft, ebenso dessen Sohn Hugo von Köller (1828–1910).